# Ymane Chabi-Gara
Ymane Chabi-Gara est une artiste peintre française née en 1986 à Paris. Elle est principalement connue pour ses représentations de la solitude et de l'isolement.

## Biographie

### Études
Ymane Chabi-Gara sort diplômée de l'ENSAV La Cambre de Bruxelles en 2008, puis des Beaux-art de Paris en 2020.

### Carrière
En 2019, Ymane Chabi-Gara illustre, avec d'autres artistes, la performance "Expérience" de l'écrivaine Chloé Delaume autour du mot "sororité".
En 2020, elle expose au Japon et au Centre Wallonie-Bruxelles de Paris. 
Elle participe en 2021 à une exposition collective "Fireplaces" de la Bourse Révélations Emerige,. Elle obtient la même année le prix Sisley Beaux-Arts de Paris, qui lui permet d'exposer au siège de Sisley à l'avenue de Friedland à Paris.
Elle participe à l'exposition collective organisée par la Société Générale, "Transport commun" volet 2, parmi d'autres diplômés des Beaux-Arts en 2022, puis à l'exposition émergences.fr "100% EXPO" La Villette à Paris.

## Travaux
Ymane Chabi-Gara découvre la condition des hikikomori en lisant un article, et s'en inspire pour représenter la solitude et l'isolement,,. 
Elle peint principalement avec de l'acrylique sur contreplaqué,, avec de fortes inspirations photographiques. 
Depuis 2021, son œuvre Hikikomori 1 (122 x 122 cm), peinte en 2020 et qui remporta le Grand Prix du 41ème International Takifuji Art Award Japan, fait partie de la Collection Société Générale,,. 

## Récompenses
Ymane Chabi-Gara obtient plusieurs prix internationaux, comme le Grand Prix du 41ème International Takifuji Art Award Japan en 2020. Elle est aussi lauréate de la 2ème édition du prix Sisley Beaux-arts de Paris dans la section "Jeune Création" en 2021,.